# Maki Pitolo
Maki Ikaika Maleko Pitolo (Honolulu, Hawái, Estados Unidos, 24 de noviembre de 1990) es un artista marcial mixto estadounidense que compite en la división de peso medio. Artista marcial mixto profesional desde 2013, también ha competido para Ultimate Fighting Championship y Bellator MMA.

## Primeros años
Jugó al fútbol en el instituto y empezó a entrenar artes marciales mixtas para mantenerse en forma durante la temporada baja. Finalmente, después de ver Forrest Griffin vs. Stephan Bonnar, decidió seguir una carrera en el deporte. Tiene un hermano pequeño, Alphonso, que también es un artista marcial mixto.

## Carrera en las artes marciales mixtas

### Inicios
Al principio de su carrera en las artes marciales mixtas, luchó principalmente en la escena regional de Hawái. Después de acumular un récord de 6-2, luchó cinco veces para el Victory Fighting Championship, donde acumuló tres victorias consecutivas antes de ser detenido en dos peleas consecutivas. Después de la tenencia en VFC, se enfrentó a Thiago Rela en CFFC 68 el 21 de octubre de 2017, ganando el combate por KO en el primer asalto. Se esperaba que se enfrentara a Stephen Regman en CFFC 70 el 24 de marzo de 2018, pero el combate fue cancelado. 
Estaba programado para enfrentarse a Chibwikem Onyenegecha en el Dana White's Contender Series el 17 de julio de 2018, pero una lesión en el hombro lo obligó a retirarse del combate y fue sustituido por Anthony Adams.

### Bellator
Tras el combate único en Cage Fury FC, se enfrentó a Chris Cisneros en una revancha el 15 de diciembre de 2018 en Bellator 213. Ganó el combate por sumisión en el tercer asalto.

### DWCS y Ultimate Fighting Championship
Tras el único combate en Bellator, fue invitado de nuevo al Dana White's Contender Series. Se enfrentó a Justin Sumter en la Dana White's Contender Series 19 el 9 de julio de 2019. Ganó el combate por TKO en el primer asalto y recibió un contrato con UFC.
Debutó en la UFC contra Callan Potter el 5 de octubre de 2019 en UFC 243. Perdió el combate por decisión unánime.
Estaba programado para enfrentarse a Takashi Sato en UFC Fight Night: Felder vs. Hooker el 23 de febrero de 2020. Sin embargo, no pudo alcanzar el peso y el combate fue eliminado de la cartelera.
Se enfrentó a Charles Byrd el 6 de junio de 2020 en UFC 250. Ganó el combate por TKO en el segundo asalto,
Se enfrentó a Darren Stewart el 8 de agosto de 2020 en UFC Fight Night: Lewis vs. Oleinik. Perdió el combate por sumisión en el primer asalto.
Se enfrentó a Impa Kasanganay el 29 de agosto de 2020 en UFC Fight Night: Smith vs. Rakić. Perdió el combate por decisión unánime.
Se enfrentó a Julian Marquez el 13 de febrero de 2021 en UFC 258. Perdió el combate por sumisión en el tercer asalto.
Estaba programado para enfrentarse a Duško Todorović el 5 de junio de 2021 en UFC Fight Night: Rozenstruik vs. Sakai. Sin embargo, dos semanas antes del combate, tuvo que retirarse por razones desconocidas y fue sustituido por Gregory Rodrigues.
El combate contra Todorović fue reprogramado y tuvo lugar el 4 de diciembre de 2021 en UFC on ESPN: Font vs. Aldo. Perdió el combate por TKO en el primer asalto.
El 12 de enero de 2022, se anunció que ya no estaba en la lista de la UFC.

### Post-UFC
Hizo su primera aparición fuera de la UFC en Tuff-N-Uff 127 el 4 de marzo de 2022, enfrentándose a Fernando Gonzalez. Ganó el combate por decisión unánime.
Debutó con Eagle FC contra Doug Usher el 20 de mayo de 2022 en Eagle FC 47. En el pesaje, él y Doug Usher no cumplieron con el peso y el combate cambió de peso medio a peso semipesado. Pesó 187.4 libras mientras que Usher pesó 189 libras. Ganó el combate por KO en el primer asalto.

## Vida personal
Él y su esposa Chasity tienen dos hijos, Miya y Madyx.

## Récord en artes marciales mixtas
| Resultado | Récord | Oponente          | Método                                     | Evento                             | Fecha                    | Ronda | Tiempo | Localización                | Notas                                                                            |
| --------- | ------ | ----------------- | ------------------------------------------ | ---------------------------------- | ------------------------ | ----- | ------ | --------------------------- | -------------------------------------------------------------------------------- |
| Victoria  | 15-9   | Doug Usher        | KO (puñetazos)                             | Eagle FC 47                        | 20 de mayo de 2022       | 1     | 0:30   | Miami, Florida              | Combate de peso acordado (189 libras); Pitolo y Usher no alcanzaron con el peso. |
| Victoria  | 14-9   | Fernando Gonzalez | Decisión (unánime)                         | Tuff-N-Uff 127                     | 4 de marzo de 2022       | 3     | 5:00   | Las Vegas, Nevada           |                                                                                  |
| Derrota   | 13-9   | Duško Todorović   | TKO (puñetazos)                            | UFC on ESPN: Font vs. Aldo         | 4 de diciembre de 2021   | 1     | 4:34   | Las Vegas, Nevada           |                                                                                  |
| Derrota   | 13-8   | Julian Marquez    | Sumisión (estrangulamiento de anaconda)    | UFC 258                            | 13 de febrero de 2021    | 3     | 4:17   | Las Vegas, Nevada           |                                                                                  |
| Derrota   | 13-7   | Impa Kasanganay   | Decisión (unánime)                         | UFC Fight Night: Smith vs. Rakić   | 29 de agosto de 2020     | 3     | 5:00   | Las Vegas, Nevada           |                                                                                  |
| Derrota   | 13-6   | Darren Stewart    | Sumisión (estrangulamiento por guillotina) | UFC Fight Night: Lewis vs. Oleinik | 8 de agosto de 2020      | 1     | 3:41   | Las Vegas, Nevada           |                                                                                  |
| Victoria  | 13-5   | Charles Byrd      | TKO (puñetazos)                            | UFC 250                            | 6 de junio de 2020       | 2     | 1:10   | Las Vegas, Nevada           | Regreso al peso medio.                                                           |
| Derrota   | 12-5   | Callan Potter     | Decisión (unánime)                         | UFC 243                            | 5 de octubre de 2019     | 3     | 5:00   | Melbourne                   | Combate de peso wélter.                                                          |
| Victoria  | 12-4   | Justin Sumter     | TKO (puñetazos)                            | Dana White's Contender Series 19   | 9 de julio de 2019       | 1     | 1:37   | Las Vegas, Nevada           | Debut en el peso medio.                                                          |
| Victoria  | 11-4   | Chris Cisneros    | Sumisión (estrangulamiento por detrás)     | Bellator 213                       | 15 de diciembre de 2018  | 3     | 2:40   | Honolulu, Hawái             | Combate de peso acordado (180 libras).                                           |
| Victoria  | 10-4   | Thiago Rela       | KO (puñetazo)                              | Cage Fury FC 68                    | 21 de octubre de 2017    | 1     | 0:59   | Atlantic City, Nueva Jersey | Combate de peso acordado (173.2 libras). Pitolo no alcanzó el peso.              |
| Derrota   | 9-4    | Dakota Cochrane   | Sumisión (estrangulamiento por guillotina) | Victory FC 58                      | 22 de julio de 2017      | 2     | 4:58   | Omaha, Nebraska             |                                                                                  |
| Derrota   | 9-3    | Kassius Kayne     | KO (puñetazo)                              | Victory FC 54                      | 9 de diciembre de 2016   | 2     | 0:05   | Omaha, Nebraska             | Perdió el Campeonato de Peso Wélter de la VFC.                                   |
| Victoria  | 9-2    | Kassius Kayne     | Decisión (unánime)                         | Victory FC 52                      | 16 de julio de 2016      | 5     | 5:00   | Omaha, Nebraska             | Ganó el Campeonato de Peso Wélter de la VFC.                                     |
| Victoria  | 8-2    | Justin Guthrie    | TKO (puñetazos)                            | Victory FC 50                      | 21 de mayo de 2016       | 1     | 0:48   | Topeka, Kansas              |                                                                                  |
| Victoria  | 7-2    | Andrews Nakahara  | TKO (puñetazos)                            | Victory FC 49                      | 1 de abril de 2016       | 2     | 2:21   | Omaha, Nebraska             |                                                                                  |
| Victoria  | 6-2    | Adam Smith        | Sumisión (estrangulamiento por guillotina) | Destiny MMA: Na Koa 9              | 11 de abril de 2015      | 1     | 3:23   | Honolulu, Hawái             |                                                                                  |
| Victoria  | 5-2    | Pono Pananganan   | TKO (puñetazos)                            | Ainofea Cage Fights                | 15 de febrero de 2015    | 1     | 2:44   | Lihue, Hawái                |                                                                                  |
| Victoria  | 4-2    | Paul Norman       | TKO (puñetazos)                            | RWE: Just Scrap                    | 14 de noviembre de 2014  | 1     | 4:31   | Hilo, Hawái                 | Combate de peso acordado (180 libras).                                           |
| Victoria  | 3-2    | Taki Uluilakepa   | Sumisión (estrangulamiento por detrás)     | Destiny MMA: Na Koa 7              | 3 de noviembre de 2014   | 2     | N/A    | Honolulu, Hawái             |                                                                                  |
| Victoria  | 2-2    | Coates Cobb-Adams | Decisión (unánime)                         | X–1: Jara vs. Vitale               | 26 de septiembre de 2014 | 3     | 5:00   | Honolulu, Hawái             |                                                                                  |
| Derrota   | 1-2    | C.J. Marsh        | TKO (puñetazos)                            | Destiny MMA: Na Koa 5              | 3 de mayo de 2013        | 1     | N/A    | Honolulu, Hawái             |                                                                                  |
| Derrota   | 1-1    | Chris Cisneros    | Sumisión (barra de brazo)                  | Destiny MMA: Proving Grounds 2     | 24 de agosto de 2013     | 1     | N/A    | Honolulu, Hawái             |                                                                                  |
| Victoria  | 1-0    | Jason Camarillo   | Decisión (unánime)                         | X–1: Mayhem at the Mansion 4       | 16 de febrero de 2013    | 3     | 5:00   | Puhi, Hawái                 | Debut en el peso wélter.                                                         |